# Mihăileni (gmina w okręgu Harghita)
Mihăileni – gmina w Rumunii, w okręgu Harghita. Obejmuje miejscowości Livezi, Mihăileni, Nădejdea i Văcărești. W 2011 roku liczyła 2644 mieszkańców.